# Hendrik Carette
Hendrik Carette (Brugge, 17 december 1946) is een Vlaams dichter en schrijver.

## Levensloop
Hendrik Carette is de jongste zoon van Antoine Carette (Brugge, 11 mei 1911 - Staden, 12 augustus 1985) en Magda Vrielynck (Brugge, 23 mei 1914 - 18 april 2009). Zijn broers zijn Antoon Carette (Brugge, 1940-2015), televisieproducer en schrijver, Giel Carette (Brugge, 1942), godsdienstleraar, en Bart Carette (Brugge, 1944), vertaler.
Antoine Carette sr. was ambtenaar en vanaf 1958 cineast en documentairemaker. Magda Vrielynck was een klassieke declamatrice en actrice. 
Hendrik Carette liep lagere school bij de Broeders van Liefde (Wantestraat, Assebroek) en de lager-middelbare school in het Sint-Lodewijkscollege (Latijns-Griekse humaniora). Hij vervolgde in het O.L.Vrouwecollege (Assebroek) zonder echter het einddiploma te behalen. Hij volgde daarop een jaar voordrachtkunst (met vrucht) aan het Koninklijk Conservatorium in Gent bij de regisseur en voordrachtkunstenaar Ast Fonteyne. 
Na enkele jaren zwerftocht door Frankrijk begin jaren zestig, kwam hij terug naar Brugge en publiceerde een eerste dichtbundel. Hij oefende diverse beroepen uit (barman, kelner, douanedeclarant, waterklerk, vertegenwoordiger, verkoper, kastelein, gerant). In 1983 werd hij kabinetsmedewerker bij minister Hugo Schiltz, als assistent van woordvoerder Henri-Floris Jespers. In 1993 werd hij kabinetsmedewerker van dr. Francis Duriau, burgemeester van Schaarbeek.
Na 2000 werd hij ambtenaar bij de lokale politie (Brussel, zone Noord), tot hij in 2010 gepensioneerd werd.  
Hij is lid van:
- de vereniging Zannekin,
- PEN-club Vlaanderen,
- het Studie- en Documentatiecentrum Joris van Severen,
- de Vereniging van Vlaamse Journalisten,
- bestuurslid van de Vereniging van West-Vlaamse Schrijvers.

## Havendichter
In 2013 werd Carette door het havenbestuur van Zeebrugge en de Vereniging Zeehaven Brugge aangesteld als havendichter. Hij kreeg de opdracht in 2014 driemaandelijks een gedicht te leveren, gewijd aan zee en haven.  

## Publicaties
Carette was redacteur van het letterkundig tijdschrift Diogenes van bij de oprichting in 1983 tot aan het einde in 1992. Hij publiceerde onder meer in de volgende tijdschriften: Ballustrada, Gierik & NVT, Het Liegend Konijn, freespace Nieuwzuid, Kluger Hans, Mededelingen van het Centrum voor Documentatie & Reëvaluatie, Ons Brussel, Meervoud, Poëziekrant, Septentrion, TeKos en het kunsttijdschrift Vlaanderen.
Hij schrijft kritieken en polemische stukken, essays en aforismen. Hij vertaalt ook poëzie uit het Frans. Hij schreef onder meer:
- De prachtige vrouwen die den herfst versieren, over Christine D'haen, WVS-Cahier nr. 107.

Als afzonderlijke poëziebundels zijn verschenen:  
- Winter te Damme & andere minder beroemde gedichten van de jonge meester, Brugge-Den Haag, Johan Sonneville & Nijgh & Van Ditmar, 1974.
- Ik leef dus ik zweef nog, een ode aan Friesland, Antwerpen, Contramine, 1978, derde druk in 1981, met drie foto-litho's van Bruggeling Jan Karel Demarest.
- Klacht van een grootgrondbezitter, Gent, PoëzieCentrum, 1985.
- Een raaf in Raversijde : een manuaal met gedichten, maren en missiven 1986-1992, De Bladen voor de Poëzie, Gent, Poëziecentrum, 1993.
- Pakt met Pound, Brugge, Kruispunt, 2000.
- Gestolen lucht, Gent, Poëziecentrum, 2006.
- Een zeemeermin aan de monding van het Zwin, 2011, kreeg de Ferdinand Snellaertprijs.
- Voorbij de strofegrens en de witregel : over De gong en de rookweg van Piet Gerbrandy, Gent, Poëziecentrum, 2012.
- Vanuit de uiterwaarden, 2014.